# Damsel (pel·lícula de 2018)
Damsel és una pel·lícula de comèdia western dels Estats Units de 2018 escrita i digirida per David Zellner i Nathan Zellner. La protagonitzen Robert Pattinson i Mia Wasikowska. Es va estrenar al Festival de Cinema de Sundance de 2018 el 23 de gener de 2018 i als cinemes estatunidencs el 22 de juny de 2018.

## Sinopsi
Un home civilitzat arriba al salvatge oest americà amb l'objectiu de casar-se amb una noia.

## Repartiment
- Robert Pattinson com a Samuel Alabaster
- Mia Wasikowska com a Penelope
- David Zellner com a Parson Henry
- Robert Forster com a predicador vell
- Gabe Casdorph com a Anton Cornell
- Nathan Zellner com a Rufus Cornell
- Joseph Billingiere com a Zacharia Running Bear